# بطولة باوليستا 1989
بطولة باوليستا 1989 هو موسم من بطولة باوليستا. كان عدد الأندية المشاركة فيه 22، وفاز فيه نادي ساو باولو.